# 酒井忠相
酒井 忠相（さかい ただみ）は、上野前橋藩の第6代藩主。雅楽頭系酒井家11代。

## 生涯
寛文7年（1667年）1月23日、第5代藩主・酒井忠挙の長男として生まれる。延宝3年（1675年）に忠匡と名乗り、天和3年（1683年）に従五位下・内匠頭に叙位・任官する。元禄3年（1690年）11月13日に忠貞と改名し、元禄14年（1701年）8月4日に忠相と改名する。12月18日には従四位下に昇叙する。
宝永4年（1707年）11月7日、父の隠居により家督を継いだが、わずか3ヶ月後の宝永5年（1708年）1月25日に死去した。享年42。跡を長男の親愛が継いだ。